# والسدورف (بایرن)
والسدورف (به آلمانی: Walsdorf) یک شهر در آلمان است که در بامبرگ واقع شده‌است.